# Alai Ghasem
Alai Hussain Ghasem (en arabe : الاي علي فاضل, né le 16 février 2003 à Göteborg, est un footballeur international irakien qui évolue au poste de défenseur au IFK Göteborg.

## Carrière

### En club
Né à Göteborg en Suède, Alai Ghasem est formé par le BK Häcken puis l'IFK Göteborg, où il commence sa carrière professionnelle,,. Il joue son premier match avec l'équipe première du club le 28 août 2022,.

### En sélection
En septembre 2022, Alai Ghasem est convoqué pour la première fois avec l'équipe nationale d'Irak. Il honore sa première sélection le 23 septembre 2022, lors d'un match contre l'Oman.

## Palmarès

### En sélection
| Irak - Coupe du Golfe des nations - Vainqueur en 2023 |